# Botryobasidium tubulicystidium
Botryobasidium tubulicystidium ist eine Ständerpilzart aus der Familie der Traubenbasidienverwandten (Botryobasidiaceae). Sie bildet resupinate, spinnwebartige Fruchtkörper aus, die auf Totholz wachsen. Das Verbreitungsgebiet von Botryobasidium tubulicystidium liegt auf Taiwan. Eine Anamorphe der Art ist nicht bekannt.

## Merkmale

### Makroskopische Merkmale
Botryobasidium tubulicystidium besitzt weißliche bis gelbgraue, gespinstartige Fruchtkörper, die resupinat (also vollständig anliegend) auf ihrem Substrat wachsen und unter der Lupe leicht netzartig erscheinen.

### Mikroskopische Merkmale
Wie bei allen Traubenbasidien ist die Hyphenstruktur von Botryobasidium tubulicystidium monomitisch, besteht also nur aus generativen Hyphen, die sich rechtwinklig verzweigen. Die Basalhyphen sind gelblich, 9 µm breit, leicht dickwandig und nicht inkrustiert. Die 5–9 µm dicken Subhymenialhyphen sind hyalin, dünnwandig und cyanophil. Die Art verfügt anders als viele andere Arten der Gattung über 60–110 × 6–9 µm große, zylindrische und dünnwandige Zystiden. Schnallen sind nicht vorhanden. Die sechssporigen Basidien der Art wachsen in Nestern, werden 15–18 × 6–8 µm groß und sind annähernd urnenförmig. Die Sporen sind schiffchenförmig und meist 7,5–8,5 × 3–4 µm groß. Sie sind glatt, hyalin und dünnwandig.

## Verbreitung
Die bekannte Verbreitung von Botryobasidium tubulicystidium umfasst lediglich Taiwan.

## Ökologie
Botryobasidium tubulicystidium ist ein Saprobiont, der Totholz besiedelt. Die Substrate der Art wurden bislang nicht näher bestimmt.